# Famille Bruté de Rémur
La famille Bruté de Rémur anciennement Bruté est une famille d'ancienne bourgeoisie originaire de l'Île-de-France, issue de Guillaume Bruté (1675-1729), marchand de bas de soie, bourgeois de Paris, rue Saint-Denis. La famille s'est établie en Bretagne au XVIIIe siècle.
Cette famille a donné un agronome en la personne de Gabriel Bruté de Rémur, un chanoine titulaire de la cathédrale de Rennes en la personne de Charles Gabriel Marie Bruté de Rémur, un évêque aux États-Unis en la personne de Simon Bruté de Rémur, plusieurs médecins, un général et un botaniste.

## Histoire
Gustave Chaix d'Est-Ange écrit que la famille Bruté appartenait au XVIIIe siècle à la haute bourgeoisie parisienne. Il mentionne comme premiers personnages connus : Jean Bruté né en 1699 à Paris fut docteur en Sorbonne et curé de l'église Saint-Benoît à Paris. Il ajoute que l'abbé Bruté de Loirelle, censeur royal des Belles-Lettres, était son frère, et probablement par erreur qu'il écrivit des ouvrages sous le pseudonyme Guyot de Merville; En effet, il s'agit du nom véritable d'un auteur de théâtre, et le Père Bruté de Loirelle, prêtre, principal du Collège jésuite de Bordeaux, a publié en 1768 Nouveau théâtre anglais, ou choix des meilleures pièces de théâtre représentées à Londres depuis quelques années, Londres, snde.
À partid du XVIIIe siècle, elle s'établit en Bretagne.
Au siècle suivant cette famille transforma son nom en Bruté de Rémur après jugement du tribunal de Rennes en date du 25 avril 1854.

## Liens de filiation entre les personnalités notoires
- Guillaume Bruté (ca1675-1729), marchand de bas de soie à Paris, marié avec Anne Guyot, dont 4 fils :
  - Joseph-Guillaume, inspecteur des manufactures, marié à Marguerite Constant, fille de Pierre, marchand bonnetier à Paris, dont un fils :
    - Jean-Joseph-Guillaume, prêtre, docteur en Sorbonne, curé de Saint-Benoît à Paris, mort en 1762, dont on a conservé un portrait gravé par Marie-Louise-Adélaïde Boizot;

  - Jean Bruté, de Loirelle ?,
  - Louis-Guillaume Bruté, marchand bonnetier, marié à Anne Touzey,
  - Guillaume-Gabriel (1702-1737) qui suit.

- Guillaume Bruté (1702-1737), marchand mercier demeurant rue Saint-Denis à Paris, épouse le 11 décembre 1727 Marie-Madeleine Turlure, fille de Simon, marchand de bois de charpente, menuisier de la ville de Paris en 1704
  - Simon Guillaume Gabriel Bruté de Rémur (1728-1786), agronome, directeur des domaines du roi à Rennes, receveur général des domaines et bois de la province de Bretagne et l'un des fermiers généraux des devoirs. Il épouse en 1756 Marie-Françoise Le Chat de La Sourdière, puis en 1778 Renée Jeanne Le Saulnier de Vauhello (1736-1823) veuve de  François Pierre Vatar de Jouannet (1721-1771), avocat, imprimeur rennais du roi et du Parlement de Bretagne[4]
    - Simon Bruté de Rémur (1779-1839), missionnaire puis évêque aux États-Unis
    - Augustin Marc Bruté (1784-1865), docteur en médecine[5], épouse le 17 mai 1809 à Rennes, Camille Perrine Bourgeoy (-1863)
      - Augustin Louis Gabriel (1815-1896) Bruté (puis « Bruté de Rémur » après jugement du tribunal de Rennes en date du 25 avril 1854[3]), docteur en médecine, médecin de la maison d'arrêt de Rennes jusqu'en 1886, chevalier de l'ordre national de la Légion d'honneur le 4 février 1815[5] et de Saint-Grégoire-le-Grand[6], épouse le 25 mars 1841 à Rennes, Julie Marie Louise Carron de La Carrière (1821-1904)
        - Camille Bruté de Rémur, professeur à l'école de médecine de Rennes, il épouse en 1871 Anna-Caroline-Mélanie Aubert de Trégomain, sans descendance
        - Augustin Gabriel Marie Bruté de Rémur (1852-1944), général en 1916[7], commandeur de l'ordre de la Légion d'honneur le 14 avril 1917[8]. Il épouse en 1887 Louise Rosalie Jeanne Marie O'Delant (1864-1897) puis en 1900 Marie Claire Paris de Boisrouvray (1864-)
        - Charles-Gabriel Bruté de Rémur, né en 1853, entré dans les ordres, chanoine titulaire de la cathédrale de Rennes.
          - Jean Michel Xavier Bruté de Rémur (1896-1992) épouse en 1929 Simone Ducorney. De ce mariage naissent neuf enfants[9], dont :
            - Tanguy Bruté de Rémur épouse Anne-Marie Barrat[10]
            - Yann Bruté de Rémur, diplômé ESSEC, épouse Jacqueline Harlé d'Ophove
            - Damien Bruté de Rémur, docteur d’État en gestion, épouse Dominique Foulquier-Gazages
              - Philippe Bruté de Rémur, commercial, épouse Marie-Christine Pourquier
              - Loïc Bruté de Rémur, entrepreneur, épouse Ariane
              - Guillaume Bruté de Rémur (1969[11]), prêtre du Chemin néo-catéchuménal[12], ordonné pour le diocèse de Rome[13]

          - Michel Charles Marie Bruté de Rémur (1902-1997), ingénieur civil des mines, épouse en 1928 Marie Antoinette Marguerite Carré de Lusançay (1907-). De ce mariage naissent sept enfants[9], dont :
            - Alain Bruté de Rémur (1931), ingénieur civil des mines épouse Monique d'Haranguier de Quincerot.
            - Henri Bruté de Rémur, diplômé HEC, épouse Béatrice Féau[10]
              - Édouard Bruté de Rémur (1973[11]), diplômé de l'ESC Lyon, épouse Charlotte Bouteloup (1975)[10] dont il divorce en 2017[réf. nécessaire].

          - Guy Bruté de Rémur (1905-) épouse en 1933 Marie Antoinette Raoult de Rudeval (1911-2007)
            - Gilles Bruté de Rémur (1934), capitaine de vaisseau, ingénieur diplômé de l’École navale. Il épouse Aliette de Rarécourt de La Vallée de Pimodan[14],[10]
              - Viviane Bruté de Rémur (1962), ingénieur diplômée EPF. Elle épouse Christian Mollerat du Jeu[10],[15].
              - Gaël Bruté de Rémur (1963), ingénieur diplômé ISEP. Il épouse Valérie de Fouchier (1963), ingénieur diplômée ISEP[10],[16],[17]

            - Nicole Bruté de Rémur, historienne de la ville de Lorient[18], épouse Pierre Tillette de Clermont-Tonnerre, général[10],[19]
            - Joël Bruté de Rémur, diplômé ESSEC, épouse Pascale Fain[10]

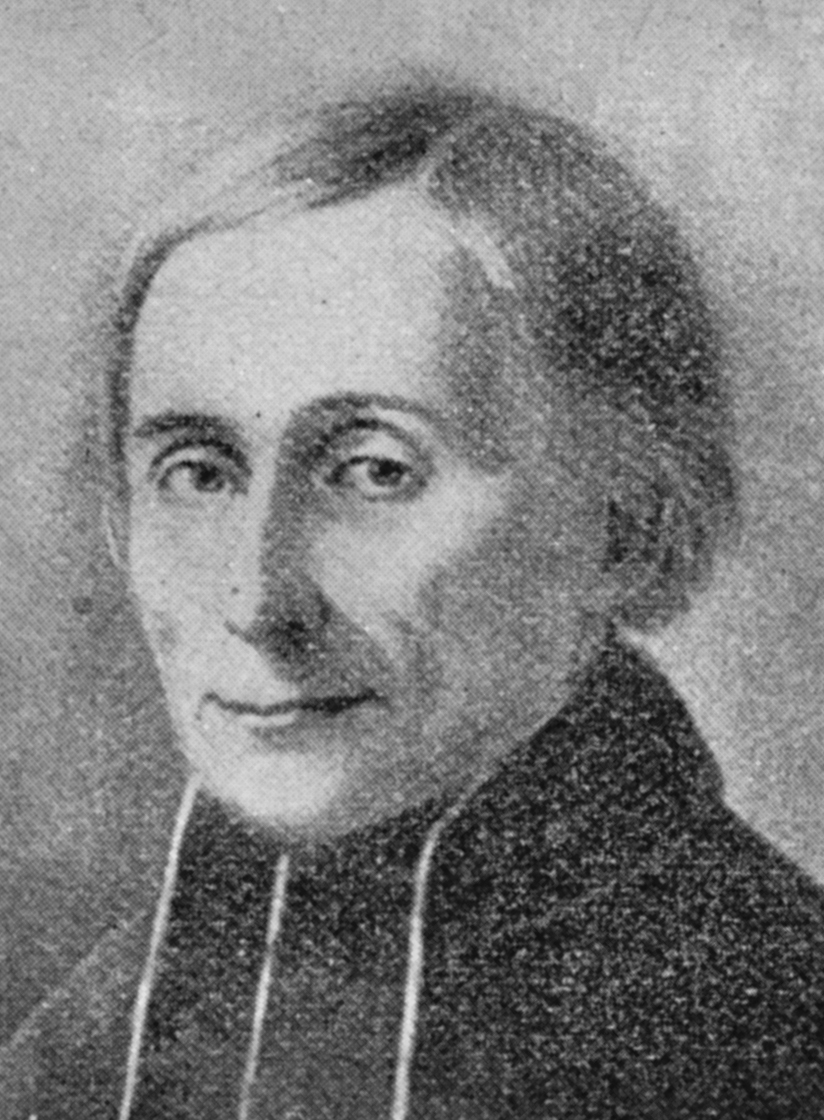
Mgr Bruté de Rémur.

## Alliances
Les principales alliances de la famille Bruté de Rémur sont : Turlure, Le Chat de La Sourdière (1756), Le Saulnier de Vauhello (1778), Bourgeoy (1809), Carron de La Carrière (1841), de Trégomain (1871), O'Delant (1887), Paris de Boisrouvray (1900), Barrat, Harlé d'Ophove, Foulquier-Gazages, Carré de Luzancay (1928), Ducornez (1929), Raoult de Rudeval (1933), Trocheris, Mollerat du Jeu, d'Haranguier de Quincerot, Féau, Rarécourt de La Vallée de Pimodan, Tillette de Clermont-Tonnerre, Bouteloup, Fain, Holguín, Andigné.

## Armes
Les armes adoptées par l'évêque Simon Bruté de Rémur sont : D'azur à un dauphin d'argent étreignant une croix haute du même.
Si Gustave Chaix d'Est-Ange ne décrit pas d'autres armes pour cette famille, l'héraldiste breton, Henri Frotier de La Messelière, décrit les armes suivantes :  D'azur, au chevron d'argent, accompagné en chef de deux étoiles du même et en pointe d'une salamandre de gueules. (cachet de 1766),

## Pour approfondir